# メイスン・ヴァージャー
メイスン・ヴァージャー（Mason Verger）は、トマス・ハリスの小説『ハンニバル』に登場する架空の人物。

## 人物
父親であるモルソンの精肉事業を受け継いだ、ボルチモアの大富豪である。しかし単なる親の七光りではなく、経営者としての能力は極めて高い。マスクラット養殖を営むオウイングス・ミルズの自宅には為替や売り上げを示すグラフが写るモニターが幾つもあり、そこから枕元のマイクで指示を出すという経営形態をとっている。さらには食肉に適した豚の品種改良に直接指示をする等、生物学にも高い知識があるようである。また、レクター殺害の為に創られた凶暴な猪もメイスンの高い知識の賜物である。
一方で異常な趣味の持ち主でもある。自らの財力にものを言わせ、貧困家庭から子供を自宅へ強制的に招待し住まわせている。そして、連れて来た児童に対し「可愛いペットが死ぬ」等の脅しをかけ、その時の苦悩に喘ぐ表情を楽しむ癖がある。さらに、その子供が流した涙をマティーニに入れて飲むなどの奇行もみられる。
レクターの被害者の中で数少ない生存者である。その為、自身の地位を利用してFBIよりも早く彼の情報を手に入れる等、レクター殺害に並々ならぬ執念があり、原作では「殺害後の人生をどう楽しむか」という主旨の発言をしている程である。
映画版では登場しないがマーゴ（Margot）という妹がいる。マーゴはレズビアンで筋肉質な体を持つ女性で、兄のように異常な趣味は描写されていない。
なお、メイスンは最期には殺害されてしまうが、原作と映画では死に方が異なるもののどちらも壮絶なものである。

## レクターとの接触
メイスンとレクターの出会いもまた、彼の異常性向が高じた為だった。メイスンは子供に対する性的虐待で有罪判決を受け、精神科医の治療を受ける必要があった。そこで治療医として現れたのがレクターだった。メイスンは彼に惹かれ、ある日自宅へ招待する。自分のお気に入りの快感の増すおもちゃを見せ、更には自慰に至った。それを見たレクターの反応から「彼を自分の思い通りにできる」と思い込んだところを、媚薬や麻薬が調合された特殊な薬をレクターに投与され、酩酊状態になったところに暗示をかけられて、自ら顔の皮を剥ぎ取ってしまう。更にレクターにけしかけられた犬に顔の肉を食べられてしまったことで、まぶたも失ったため自力で瞬きも出来ず、特殊なメガネを装着しなければ目が乾いてしまい、また口も破裂音を発音することができない異様な顔になってしまった。さらには首の骨を折られて四肢が麻痺し、生命維持装置なしには生きられない体になった。

## レクターへの復讐
レクターへの復讐はメイスンに対し犯した罪を死罰として償わせる方法で、すさまじい苦痛を伴う。用いられるのは前述した通り、凶暴且つ食欲旺盛に品種改良された猪であり、通常ではありえない数の臼歯と象牙の様に曲がった犬歯を一対持つ。さらに、パブロフの犬の原理で特殊な条件反射（悲鳴を上げた人間を食べる）をするように調教されている。
方法はまずレクターを磔にして足のみを猪に食べさせ、その後死なない様に処置をして7時間後に全身を食べさせるというもので、足を食べられた後の7時間は「こくのある点滴（痛みが増す特殊な覚醒剤）」を投与し苦痛に歪む表情を楽しむという猟奇的かつ残虐なものであった。
しかし、クラリスの邪魔が入り最終的には失敗。メイスン自身も命を落としてしまった。

## メイスンの最期
メイスンの最期は前述した通り、原作と映画では異なる。
原作では積年の恨み（性交を強要する等の虐待）を持つ妹マーゴに顎を砕かれ、ペットのウツボを無理やり口に入れられ、喉を食い千切られ死亡する。映画では自分の執事であるコーデルがレクターに唆され、車椅子ごと豚舎に落とされ、自ら創りだした猪に生きたまま食べられ死亡する。

## 俳優
映画化においてはゲイリー・オールドマンが起用された。オールドマンの元の顔が分からないほどのグロテスクな特殊メイクが話題となった。レクターを自宅へ招待する回想シーンでのみ彼の素顔を見ることができる。ゲイリー・オールドマンはノンクレジットで出演している。吹き替え版ではソフト版が中尾隆聖、TV版が樋浦勉、Netflix版が安原義人がそれぞれ担当した。
ドラマ版ではシーズン2ではマイケル・ピット、シーズン3ではジョー・アンダーソンが起用された。映画版と比べると負傷後の風貌は保たれており、負傷前のメイスンと妹も描写されている。